# Cudowne tu i teraz
Cudowne tu i teraz (ang. The Spectacular Now) – amerykański komediodramat romantyczny z 2013 roku w reżyserii Jamesa Ponsoldta. Wyprodukowany przez wytwórnię A24 Films.
Premiera filmu miała miejsce 18 stycznia 2013 roku podczas Festiwalu Filmowego w Sundance. Siedem miesięcy później premiera filmu odbyła się 2 sierpnia 2013 roku w Stanach Zjednoczonych.

## Opis fabuły
Nastoletni Sutter (Miles Teller) prowadzi beztroskie życie. Kiedy rzuca go dziewczyna, topi smutki w alkoholu. Budzi się obok Aimee (Shailene Woodley), ekscentryczki i wielkiej miłośniczki literatury science fiction. Między Sutterem i Aimee rodzi się specyficzna więź, pełna radości z przeżywania drobnych chwil szczęścia.

## Obsada
Źródło: Filmweb
- Miles Teller jako Sutter Keely
- Shailene Woodley jako Aimee Finicky
- Brie Larson jako Cassidy
- Jennifer Jason Leigh jako Sara
- Mary Elizabeth Winstead jako Holly Keely
- Kyle Chandler jako Tommy
- Bob Odenkirk jako Dan
- Kaitlyn Dever jako Krystal
- Andre Royo jako pan Aster
- Masam Holden jako Ricky

i inni